# Christian Hemmi
Christian Hemmi (Churwalden, 23 agosto 1954) è un ex sciatore alpino svizzero.

## Biografia
Specialista dello slalom gigante fratello di Heini, a sua volta sciatore alpino, Christian Hemmi si mise in luce in campo internazionale in Coppa Europa durante la stagione 1975-1976, nella quale si classificò al 3º posto sia nella classifica generale, sia in quella di slalom gigante. Nella successiva stagione 1976-1977 in Coppa del Mondo fu uno dei punti di riferimento della squadra svizzera di slalom gigante: in quell'annata, dopo aver colto il suo primo piazzamento nel circuito il 10 dicembre a Val-d'Isère (9º), ottenne tutti i tre podi della sua carriera: 2º il 2 gennaio a Ebnat-Kappel (dietro al fratello Heini), 2º il 6 marzo a Sun Valley e 3º il 25 marzo a Sierra Nevada. Chiuse la stagione al 6º posto nella classifica di specialità. L'ultimo piazzamento della sua carriera agonistica fu il 5º posto ottenuto nello slalom gigante di Coppa del Mondo disputato a Stratton Mountain il 3 marzo 1978; non prese parte a rassegne olimpiche e non ottenne piazzamenti ai Campionati mondiali.

## Palmarès

### Coppa del Mondo
- Miglior piazzamento in classifica generale: 15º nel 1977
- 3 podi (tutti in slalom gigante):
  - 2 secondi posti
  - 1 terzo posto

### Coppa Europa
- Miglior piazzamento in classifica generale: 3º nel 1976[2]